# Étude de fonction

Graphique de la fonction f(x) = 3x - 5x + 8 (noir), avec un maximum local ("HP"), un minimum ("TP"), et un point d'inflexion ("WP"), obtenu à partir de ses dérivée première (rouge) et seconde (bleu).

En mathématiques, une étude de fonction est la détermination de certaines propriétés d'une fonction numérique, en général d'une variable réelle, pour en tracer une représentation graphique à partir d'une expression analytique ou d'une équation fonctionnelle, ou encore pour en déduire le nombre et la disposition d'antécédents pour diverses valeurs numériques.
L'étude passe d'abord par la détermination du domaine de définition et vise essentiellement la description des variations, voire des lignes de niveau dans le cas de fonctions de plusieurs variables.

## Étude graphique
Lorsqu'une fonction est donnée par une représentation de courbe, la lecture graphique permet de lire son domaine de définition, à savoir l'ensemble des points de l'axe des abscisses (en général un intervalle ou une réunion d'intervalles) pour lesquels la courbe associe une ordonnée.
Les intersections de la courbe avec l'axe des abscisses indiquent les points d'annulation de la fonction, autrement dit les antécédents de 0. Si la fonction est continue, elle est de signe constant sur les intervalles du domaine de définition qui ne contiennent pas de point d'annulation (en dehors éventuellement de leurs extrémités). Il est possible alors de déterminer ce signe sur chacun de ces intervalles d'après la position relative de la courbe et de l'axe des abscisses :
- si la courbe est au-dessus de l'axe des abscisses, la fonction est positive sur cet intervalle ;
- si la courbe est en dessous de l'axe des abscisses, la fonction est négative sur cet intervalle.

La lecture graphique permet aussi de repérer les intervalles en abscisse sur lesquels la fonction est monotone, c'est-à-dire soit croissante, soit décroissante. Ces intervalles sont a priori différents des intervalles de signe constant.
Toutes ces informations peuvent être rassemblées dans un tableau de variations.
Les intersections de la courbe avec la première bissectrice indiquent les points fixes de la fonction :
- si la courbe est en dessous de la première bissectrice, la fonction est sous-identitaire sur cet intervalle ;
- si la courbe est au-dessus de la première bissectrice, la fonction est sur-identitaire sur cet intervalle.

## À partir de l'expression
Lorsque la fonction {\displaystyle f} est donnée par une expression, éventuellement définie par morceaux, son domaine de définition est déterminé par ceux des fonctions de référence utilisées et des domaines de validité des opérations en jeu.
Les zéros correspondent aux solutions de l'équation {\displaystyle f(x)=0} et le signe est décrit par l'ensemble des solutions de l'une ou l'autre inéquation :
{\displaystyle f(x)\geq 0\qquad \mathrm {ou} \qquad f(x)\leq 0.}
Dans certains cas simples, les variations de la fonction peuvent être obtenues à l'aide d'un tableau de décomposition de la fonction en fonctions de référence, mais cette méthode ne peut aboutir dès lors qu'intervient une opération pour laquelle les variations du résultat ne peuvent être déduites des variations des opérandes.
Si la fonction est dérivable, le calcul de la dérivée et l'étude du signe de celle-ci permettent en général de déterminer plus efficacement les variations de la fonction.
L'étude de fonction peut se poursuivre avec la détermination des limites aux bornes du domaine de définition, puis par la recherche d'asymptotes à la courbe.

## À partir d'une équation différentielle
Lorsque la fonction est définie comme solution d'une équation différentielle, les informations qui peuvent être obtenues dépendent de la complexité de l'équation.

### Équation autonome d'ordre 1 à variables séparées
Dans le cas d'une équation autonome d'ordre 1 à variables séparées de la forme {\displaystyle y'=F(y)} où {\displaystyle F} est une fonction continue, toute solution est soit constante avec pour valeur un point d'annulation de {\displaystyle F}, soit strictement monotone avec des valeurs comprises entre deux tels points d'annulation consécutifs (ou limites de la fonction {\displaystyle F}).